# Détective K : Le Secret de la veuve vertueuse
Série Détective K
Détective K : Le Secret de l'île perdue
(2015)
Pour plus de détails, voir Fiche technique et Distribution.
Détective K : Le Secret de la veuve vertueuse (hangeul : 조선명탐정: 각시투구꽃의 비밀 ; RR : Joseon Myeongtamjeong: Gakshituku Ggotui Bimil) est une comédie historique sud-coréenne réalisée par Kim Sok-yun, sortie le 27 janvier 2011. C'est l'adaptation du roman éponyme de Kim Takhwan. Avec 4 786 259, c'est le 4e plus gros succès coréen de l'année 2011.
C'est le premier volet de la série de films Détective K. La suite, Détective K : Le Secret de l'île perdue, sort en février 2015.

## Synopsis
En 1793, 17 après l'ascension de Jeongjo sur le trône de Joseon, une série de meurtres a lieu. Le roi estime qu'ils sont peut-être être le fruit d'une conspiration de la part de responsables gouvernementaux pour détourner les paiements des tributaires. Il confie secrètement au détective K (Kim Myung-min) la tâche de découvrir qui est derrière ces meurtres.
Lorsque le détective K part interroger le gouverneur de la ville mis sous arrêt, il découvre que celui-ci vient d'être assassiné. Le détective découvre alors l'arme du crime : une longue aiguille de métal plantée derrière la tête du gouverneur. De plus, il découvre également un indice sur l'identité du meurtrier car des restes d'aconits sont trouvés sur l'aiguille. Mais, alors que le détective K tient en main l'arme du crime, les gardiens de la prison entrent dans la cellule et supposent qu'il vient d'assassiner le gouverneur de la ville. Emprisonné, il se réveille en découvrant au-dessus de lui Seo-pil (Oh Dal-soo), un voleur de chiens, qui aide le détective à s'échapper de prison.
En raison de cet incident, le roi Jeongjo rétrograde le détective K et le réaffecte à Jeokseong pour enquêter sur l'affaire d'une femme qui se serait suicidée après la mort de son mari. Mais cette réaffectation est en fait plus une ruse du détective K pour se rendre à Jeokseong - la région où l'on cultive des aconits.
Sur place, lui et son nouveau compagnon rencontrent la dame Han Kaek-ju (Han Ji-min), qui travaille comme agent de contrôle de grands groupes de marchands. Ils la soupçonnent elle et le chef du parti politique Noron, le ministre Im (Lee Jae-yong (en)) de détourner des impôts pour corrompre des politiciens. Pendant ce temps, le détective K enquête également sur le cas de la femme qui s'est suicidée après la mort de son mari et conclut que ces deux affaires sont en quelque sorte liées.

## Distribution
- Kim Myung-min : détective Kim Min
- Han Ji-min : Han Kaek-ju
- Oh Dal-soo : Han Seo-pil
- Lee Jae-yong (en) : le ministre Im
- Woo Hyeon : Monsieur Bang
- Ye Soo-jung : la femme d'Im
- Choi Moo-sung (en) : le gourou médecin
- Jung In-gi (en) : le magistrat
- Lee Seol-gu : la servante n°4
- Choi Jae-sup : Lee Bang
- Moon Kyung-min : le vieux forgeron
- Kim Tae-hoon (en) : Im Geo-seon
- Nam Sung-jin : le roi Jeongjo

## Réception
Le film sort en Corée du Sud le 27 janvier 2011. Il sort également dans 10 villes aux États-Unis et au Canada en mars 2011, dont Los Angeles, San Francisco, Atlanta, Seattle, Chicago, Dallas, Hawaï et Vancouver. Il est vendu en Australie, en Chine, à Taiwan, en Thaïlande, en Allemagne, en Autriche et en Suisse, et projeté durant le Hawaii International Film Festival.